# Bucky Larson: Urodzony gwiazdor
Bucky Larson: Urodzony gwiazdor (ang. Bucky Larson: Born to Be a Star) – amerykańska komedia z 2011 roku w reżyserii Toma Brady'ego, wyprodukowana przez wytwórnię Columbia Pictures.
Premiera filmu odbyła się w Stanach Zjednoczonych 27 maja 2011. W Polsce film odbył się 26 sierpnia 2011.

## Produkcja
Zdjęcia do filmu kręcono w Santa Clarita w Kalifornii w Stanach Zjednoczonych.

## Opis fabuły
Film opowiada o niezbyt atrakcyjnym mężczyźnie, Buckym Larsonie (Nick Swardson) który odkrywa, że jego rodzice – Jeremiah i Debbie byli kiedyś aktorami erotycznymi lat siedemdziesiątych. Postanawia wyruszyć w ich ślady. Rozpoczyna wędrówkę do Kalifornii, aby stać się gwiazdą filmów dla dorosłych. Bucky wkrótce poznaje piękną kelnerkę Kathy McGee (Christina Ricci), w której się zakochuje.

## Obsada
Źródło: Filmweb
- Nick Swardson jako Bucky Larson
- Stephen Dorff jako Dick Shadow
- Christina Ricci jako Kathy McGee
- Don Johnson jako Miles Deep
- Meredith Giangrande jako Blueberry
- Dana Goodman jako Gretchen
- Edward Herrmann jako Jeremiah Larson
- Miriam Flynn jako Debbie Larson
- Brandon Hardesty jako Lars
- Adam Herschman jako Dale

i inni.

## Odbiór
Film otrzymał ogólnie negatywne recenzje od krytyków. Serwis Rotten Tomatoes przyznał za film ocenę 0% z 35 osób opinię i średnią 1.6/10, natomiast Metacritic 9% z 13 osób.

## Nagrody i nominacje
Źródło: Filmweb
| Rok  | Miejsce      | Nagroda      | Kategoria                                     | Nominacja                                                           | Wynik     |
| ---- | ------------ | ------------ | --------------------------------------------- | ------------------------------------------------------------------- | --------- |
| 2012 | Złote Maliny | Złota Malina | Najgorszy film                                | Bucky Larson: Urodzony gwiazdor                                     | Nominacja |
| 2012 | Złote Maliny | Złota Malina | Najgorszy aktor                               | Nick Swardson                                                       | Nominacja |
| 2012 | Złote Maliny | Złota Malina | Najgorszy reżyser                             | Tom Brady                                                           | Nominacja |
| 2012 | Złote Maliny | Złota Malina | Najgorszy scenariusz                          | Adam Sandler, Allen Covert i Nick Swardson                          | Nominacja |
| 2012 | Złote Maliny | Złota Malina | Najgorsza obsada                              |                                                                     | Nominacja |
| 2012 | Złote Maliny | Złota Malina | Najgorszy prequel, remake, plagiat lub sequel | Bucky Larson: Urodzony gwiazdor (Boogie Nights i Narodziny gwiazdy) | Nominacja |